# Ficus leptoclada
Ficus leptoclada Benth. – gatunek rośliny z rodziny morwowatych (Moraceae Link). Występuje naturalnie w Australii (w stanie Queensland) oraz prawdopodobnie także w Papui-Nowej Gwinei. 

## Morfologia
PokrójDrzewo dorastające do 15 m wysokości.
LiścieUlistnienie jest nakrzyżległe. Ich blaszka liściowa jest gładka (rzadko nieco szorstka) i ma kształt od eliptycznego do wąsko jajowatego. Mierzy 8–12 cm długości oraz 3–4 cm szerokości, o klinowej nasadzie i ostrym lub długo spiczastym wierzchołku, ma 7–10 par bocznych żyłek. Ogonek liściowy osiąga 1 cm długości. Przylistek mierzy mniej niż 1 cm długości.
KwiatyKwiaty męskie mają ostiolę oraz 1 lub 2 pręciki. kwiaty żeńskie mają 3 lub 5 działek kielicha, osadzone są na krótkich szypułkach.
OwoceSykonium o kulistym kształcie i gładkiej powierzchni, osiągają 1,2 cm średnicy, rozwijają się bezpośrednio na gałęziach (kaulikarpia). Listki ostioli tworzą mały dziób o średnicy 3 mm. Podsadki u podstawy są małe, naprzemianległe.

## Biologia i ekologia
Rośnie w lasach deszczowych. Występuje na wysokości do 1000 m n.p.m.